# Ферапонтов манастир
Ферапонтов манастир (руски: Ферапонтов монастырь) у Вологодској области је један од најчистијих примера средњовековне руске уметности, због чега је 2000. године уписан на УНЕСКО-в Списак места Светске баштине у Европи.
Основао га је Свети Ферапонт 1397. године на негостољубивом делу северне Русије, источно од манастира Кирило-Белозерскy. Овај манастир је прославио ученик Светог Кирила, Свети Мартиниан, који је 1447. године постао игуман Тројице-Сергијеве лавре И након његове смрти, Мартинијанов изворни манастир је остао под заштитом Ивана III и његове породице.
Током 1530-их додата је ризница, рефекторијум и јединствена Црква Благовести с високим звоником. У то време манастир је уживао покровитељство Ивана Грозног и поседовао је неких 60-так села у својој околини. Сам Цар је неколико пута посетио манастир као ходочасник.
У Временима пометње (Смутное время), између две руске династије (1598—1613), манастир су опустошили Пољаци. Половином 17. века је обновљен када су подигнуте његове најновије грађевине: Црква св. Мартинијана с кровом у облику шатора (1641), двошаторска барбиканска црква (1650) и звоник на улазу (1680). Сат торањ из 1638. године се сматра најстаријим у Русији.
С временом је манастир губио на популарности и постао је место изгнанства многих протераних свештеника, попут Патријарха Никона од 1658—1681. године. Павле I Петрович га је укинуо 1798. године, да би се обновио 1904. године као конвикт, да би га бољшевици поновно затворили 1924., ѕатим су га совјетске власти претвориле у музеј 1975. године. Од 1991. године он је део Националног парка "Руски север".

## Одлике
Најстарија грађевина у манастиру је Катедрала Госпиног Рођења из 1490. године коју су изградили мајстори из Ростова. Од три катедрала које су подигнуте тих година у северној Русији, ова је најбоље сачувана. Она је тробродна црква надсвођена куполом с високим тамбуром споља украшеним витким пиластерима. Горњи део прочеља је украшен редовима балустера и керамичких плочица с цветним орнаментима, док се на доњем делу налазе фантастичне маске и орнаментални украси по узору на рељефе из цркава у Владимиру. Изнутра је подељена с два реда ступова, а средишњи брод има бачвасти свод. Цела њена унутрашњост је осликана изузетно вредним фрескама великог средњовековног сликара Дионизија. Фреске су подељене у паралелне низове различитих величина и између осталог приказују архитектуру која одзвања архитектуру саме грађевине. Споља је такође осликан западни зид и доњи део јужног зида, одмах изнад гробнице св. Мартинијана.
Црква Благовести (1530—1531) и рефекторијум, подигнути у част рођења Ивана IV, су најранији примери руских цркава са средишњим звоником. Двоспратна ризница је такође најстарија руска световна грађевина од опеке. У њој су се чували манастирски документи и друга блага.
Црква св. Мартинијана (1641), изграђена изнад гроба свеца уз јужни зид катедрале, је типична руска црква 17. века. Њена основа је једноставан квадрат с осмоугаоним кровом у облику шатора и витким тамбуром. С његовг врха светлост пада равно на гроб свеца унутра.
Мале порталне цркве, Просветљења и Св. Ферапонта (1650) су изграђене око двоструких манастирских врата и имају необичан облик. Њихови торњеви уоквирују врата и наслањају се више на врата него на саме цркве. Звоник из 1680-их крунише грађевину повезујући рефекторијум и катедралу, а у њему се налази 17 звона и сатни механизам из 1638. године; најстарији у Русији.
- Прочеље манастира
- Црква св. Мартинијана и Катедрала испред Цркве Благовести
- Катедрала Госпиног Рођења
- Монашка ћелија
- Одар Светог Мартинијана